# 苦礬柘榴石
苦礬柘榴石（くばんざくろいし、pyrope、パイロープ）は、ネソケイ酸塩の柘榴石群に属する鉱物の一種である。
パイロープの名称はギリシャ語の炎のように燃える赤を意味し、ろうそくの明かりにかざしたときの色に由来する。 

## 産出地
かつて18世紀から19世紀にかけてチェコのボヘミア産のパイロープはこの地方の名品であり、かんらん岩が風化した土砂の中から産出するものであった。現在ではほとんど採れなくなったが、この地方のボヘミアンガラス工芸は、このボヘミアンガーネットを再現することから始まったとされる。
イタリアからは十二面体の自形結晶のものを産する。ノルウェーのアルメニンゲンからはエクロジャイト中に含まれるものを産する。
日本では愛媛県四国中央市土居町産出のエクロジャイト中に産するが、鉄礬柘榴石成分を多く含む。

## 性質・特徴
組成式は Mg3Al2(SiO4)3 で表され、純粋なものは無色であるが普通は鉄礬柘榴石成分を固溶体として含み赤色を呈する。屈折率は1.74程度であるが、密度と共に固溶する鉄礬柘榴石成分の比率により変動する。
苦礬柘榴石は地球のマントルもしくは、かんらん岩、玄武岩など苦鉄質岩の高圧による変成作用により生成し、鉄礬柘榴石よりもさらに高圧条件で生成しやすいとされる。キンバリー岩あるいはエクロジャイト中にも産し、コーサイトと共存する場合もあり、ダイヤモンド結晶中に内包されることもある。熱力学的には常圧下では不安定であり高圧下で安定となるため人工合成は困難を伴い、30000気圧、900℃が合成の最適条件とされる。
鉄礬柘榴石よりも明瞭な結晶となることは少なく、塊状で産出することが多い。偏光顕微鏡下でも薄いピンクがかった紫色に見え、着色する傾向が強くある程度は区別可能である。しかし固溶体を形成する鉄礬柘榴石と明確に区別するには化学分析によるしかない。